# .219 Zipper
Die Patrone .219 Zipper ist eine Gewehrpatrone, die 1937 von der Winchester Repeating Arms Company zur Verwendung im Unterhebelrepetierer Model 64, einer Variante des Winchester Model 94 Gewehres entwickelt wurde. Von Winchester wurde die Patrone von 1938 bis 1962 hergestellt.

## Bezeichnung
Im deutschen Nationalen Waffenregister (NWR) wird die Patrone unter Katalognummer 4 unter folgenden Bezeichnungen geführt (gebräuchliche Bezeichnungen in Fettdruck)
- .219 Zipper (Hauptbezeichnung)
- .219 Winchester Centerfire
- .219 Winchester Zipper
- 5,6x34R Zipper

## Geschichte
Winchester stellte 1933 bis 1941 eine Variante des Model 1894-Rifle mit einem halblangen Röhrenmagazin und einem Kolben mit Pistolengriff her. Dieses Winchester-Gewehr Model 64 war ausschließlich als Jagdwaffe konzipiert und verschoss Munition in den Kalibern .25-35 Winchester, .30-30 Winchester, .32 Winchester Special und ab 1938 .219 Zipper-Patrone dazu. Neben Winchester wurde die Patrone von diversen US-Herstellern produziert, heute werden noch .219 Zipper-Patronen mit „Mushroom-Geschossen“ (Geschosse, die im Ziel aufpilzen) von der Firma Remington Arms angeboten. Geschosse für Wiederlader werden noch von der Firma RWS angeboten. Die Patrone wurde auch im Model 336 Unterhebelrepetierer von Marlin Firearms verwendet.
Als eine von der .219 Zipper abgeleitete Patrone wurde ebenfalls 1937 die Patrone .219 Donaldson Wasp bekannt. Die Leistungen liegen geringfügig über der .219 Zipper, die Hülse ist etwas weniger konisch.

## Technik
Die verwendete Hülse entspricht einer .30-30 Winchester-Hülse, deren Dimensionen wie z. B. der Durchmesser des Hülsenmundes zur Aufnahme von Geschossen im Kaliber .219 (5,7 mm) verjüngt wurde. Als Treibladung wurde rauchloses Pulver verwendet.